# Нил Попов
Нил Александрович Попов е изтъкнат руски учен, историк, славяновед и архивист.
Професор в Московския университет, член-кореспондент на Руската императорска Санктпетербургска академия на науките. Многократно е избиран за декан на Историко-филологическия факултет на Московския университет.

## Автобиография
Нил Попов е сред първите чуждестранни членове на Българското книжовно дружество (бъдещата БАН) – от 1884 г. Член на академиите на науките в Прага и Белград. Учредител и секретар на Славянския комитет в Москва.
Задълбочен изследовател на руската и славянската история. Научната му и обществена деятелност оказват значимо влияние върху изграждането на руската външна политика към Балканите в навечерието на Руско-турската освободителна война от 1877 – 1878 г.
Нил е втори син сред 13-те деца в семейството на учителя по руски език Александър Григориевич Попов и Татяна Ивановна. Бащата на Нил произхожда от духовното съсловие, което му позволява да придобие наследствена дворянска титла. Нил е скромно и способно момче, което се развива благодарение на изключителното си трудолюбие, любознателност и постоянство. Нил Попов разкрива заложбите си завършвайки с пълен отличен и златен медал Тверската гимназия (1850), което му предоставя възможност да се запише в университет без приемни изпити. В гимназията благодарение на учителя си Нил овладява до съвършенство латински език.
Завършва пълния курс на Историко-филологическия факултет при Московския университет. За кратко учителства в московска гимназия, след което преподава в Казанския университет (1855 – 1857). Значимо влияние върху формиране на научните му възгледи изиграва тогавашният ректор на Московския университет и бъдещ негов тъст Сергей Соловьов. Първото му научно изследване „Въпроси по история на първите руски летописи“ му носи златен медал на Историко-филологическия факултет при Московския университет (1854).
През 1870 г. Нил Попов се жени за доста по-младата от него дъщеря на С. Соловьов Вяра. Водят изключително хармоничен семеен живот. От щастливия брак имат 4 деца – син и 3 дъщери.
Научните интереси на Нил Попов са насочени основно към опознаване и изучаване историята на западните и особено на южните славяни, по които теми чете и лекционни курсове. Инициира и организира провеждането на етнографска изложба в Москва, чрез която запознава руската общественост с бита, обичаите и културата на южните славяни и в частност с тази на българите. При откриването на изложбата лично развежда и показва експонатите на император Александър II. За дейността си по организиране и провеждане на етнографската изложба е награден със златен медал от Руското общество по естествознание, антропология и етнография. От 1867 до 1881 г. ръководи отдела по етнография на Руското любителско общество по естествознание.
В научната си дейност акцентира върху издирване, описване и анализиране на исторически източници и паметници. Привърженик на свободното мнение, предоставя на студентите си свобода на интерпретация. В лекционните си курсове акцентира върху ролята и значението на личността в руската история и я оценява. Това е темата и на магистърската му дисертация в Историко-филологическия факултет при Московския университет, чиято защита протича доста бурно за времето си. Блестящата защита, засягаща реформаторския период на цар Петър I в руската история, му носи Демидовска награда.
През 1862 – 1864 г. пребивава в Австро-Унгария и Германия, където изучава архивния фонд в тези страни във връзка с бъдещата си докторска дисертация. През 1864 г. Нил Попов оглавява Московския славянски комитет към Славянския благотворителен комитет, сред чиито задачи е събирането на дарения за подпомагане книжовността, просветата, училищната, читалищната дейност и православната църква в българските земи и Цариград. През 1870 г. пътува до Истанбул, обикаляйки и българските земи в Османската империя. Пътуването е продиктувано от чисто академичен интерес. През същата година Нил Попов започва да чете първия систематизиран лекционен курс по история на южните и западни славяни.
Световна научна слава му носят капиталните трудове по сръбска история. С научните си приноси Нил Попов полага на практика началото на модерната сръбска историография. С „Исторически очерк на руското покровителство над Сърбия от 1806 до 1856 г.“ защитава докторска дисертация. Трудът предизвиква не толкова научен, колкото обществен отзвук и интерес. За него получава научна степен „доктор на науките“ на Санкт-Петербургската императорска академия на науките. През 1871 г. излиза монографията му „Сърбия след Парижкия мир (1856 – 1859)“, последвана от статията „Повторното възкачване на Милош Обренович в 1859 – 1860 г.“ Цикъла завършва статията „Сърбия и Портата през 1861 – 1867 г.“ Научните трудове на Нил Попов са с изключителен научен принос и представляват първата цялостна историография на Сръбската държава изобщо. Защитата на докторската дисертация му носи Уваровска награда.
От 1869 г. Нил Попов е извънреден, от 1871 г. – редовен, а от 1882 г. – заслужил професор на Московския университет. 3 пъти избиран за декан на Историко-филологическия факултет на Московския университет, през 1883 г. по решение на общото събрание на Руската императорска Санкт-Петербургска академия на науките е удостоен със званието член-кореспондент. Научните и обществени интереси на Нил Попов са енциклопедични и всеобхватни. През 1879 г. след смъртта на тъст му Сергей Соловьов при него остава личният архив на големия руски историк. Нил Попов издава първата биография на Сергей Соловьов, като първоначалният му замисъл да напише книга за живота и дейността му остава нереализирана.
В преподавателската си дейност Нил Попов е първият учен, който разработва и чете специализиран курс по нова за времето си дисциплина в руската историография – за ролята и значението на Русия върху историческия процес и развитие на света.
Нил Попов встъпва от 4 декември 1885 г. в длъжността директор на Архива на актовете на Руската болярска дума (16 – 18 век) към Министерството на правосъдието. Наследява на поста първия директор на този архив – архивиста, историк и сенатор Колачов. През септември 1886 г. открива сградата на архива в Москва, в която се съхраняват всички руски държавни актове и до днес.
Научните разработки на Нил Попов изключително много спомагат за запознаване на руското общество с южните славяни и в частност с българите. Обективното му и безпристрастно обследване и представяне на историческите факти от историята на Сърбия способстват на защитата на българската национална кауза сред и от руската дипломация по време и след Руско-турската освободителна война от 1877 – 1878 г. Научната и обществена дейност в подкрепа на славянската и българска кауза в Русия през 1860-те и 1870-те години нареждат Нил Попов редом до имената на Фьодор Достоевски, Лев Толстой, Иван Тургенев, граф Игнатиев, Иван Аксаков, Владимир Черкаски.